# Hubert Ripka
Hubert Ripka (26. července 1895 Kobeřice – 7. ledna 1958 Londýn) byl český politik, poválečný poslanec a ministr, novinář a historik.

## Životopis
Vystudoval historii a filozofii v Praze na Karlově univerzitě. Nejprve nastoupil do archivu ministerstva národní obrany, pak se rozhodl pro dráhu žurnalisty. V letech 1919–1920 působil jako člen levého křídla Mladé generace Československé národní demokracie. Stranu opustil poté, co na sjezdu Mladé generace 1. července 1920 v pražské Měšťanské besedě pronesl kritický projev k politice Aloise Rašína. Psal do deníků podporujících názorovou linii pražského Hradu – Národní osvobození a Lidové noviny (od roku 1930). Ve svých příspěvcích usiloval o podporu zlepšování vztahů se Sovětským svazem. V roce 1935 se stal členem Československé strany národně socialistické.
Krátce po podpisu Mnichovské dohody v roce 1938 se zúčastnil schůzky významných osobností, které se nechtěly smířit s kapitulací a diskutovaly možnost vojenského odporu. Jednou ze zvažovaných možností byl i vojenský převrat, k žádnému rozhodnutí ale nedošlo. Poté i s rodinou emigroval a začal organizovat čs. zahraniční odboj. Nejprve v pařížském Národním výboru, po kapitulaci Francie byl aktivní pracovník zahraničního odboje ve Velké Británii a působil jako státní tajemník v ministerstvu zahraničních věcí v exilové vládě v Londýně.
Do osvobozeného Československa se vrátil 17. května 1945. V projevu na manifestaci národních socialistů v červnu 1945 prohlásil, že strana musí rozšířit svůj záběr a oslovit zástupce všech stavů a tříd. V letech 1945–1946 byl za národní socialisty poslancem Prozatímního Národního shromáždění a po parlamentních volbách v roce 1946 poslancem Ústavodárného Národního shromáždění, kde zasedal do své rezignace 26. února 1948. Jako náhradník ho pak vystřídal Josef Papáček. Byl rovněž členem československých vlád jako ministr zahraničního obchodu v první i druhé vládě Zdeňka Fierlingra a v první vládě Klementa Gottwalda v letech 1945 až 1948.
Během únorového převratu roku 1948 patřil mezi ministry, kteří podali demisi, a zanedlouho emigroval podruhé. Žil ve Velké Británii, Francii a USA, kde se zapojil do činnosti krajanských a exilových organizací. V Paříži se stal zástupcem Rady svobodného Československa. Budoval exilovou národně socialistickou stranu. Spolu s Františkem Kovárnou vydával Zpravodaj čs. emigrace. Zemřel na rakovinu 7. ledna 1958 v Londýně. V roce 1991 byl prezidentem Václavem Havlem in memoriam vyznamenán Řádem T. G. Masaryka II. třídy.

## Dílo
- Munich: Before and After. Victor Gollanz, Left Book Club, London, Not for sale to the public (1939)
(Mnichov: Před a potom. Victor Gollanz, Levicový knižní klub, Londýn, neprodejné veřejnosti (1939)
- Likvidace Mnichova (1942)
- The Soviet-Czechoslovak treaty. London: Czechoslovak Ministry of Foreign Affairs, Information Service, 1943. 31 s. (anglicky)
- S východem a západem (1944)
- Československo v nové Evropě (1945)
- Le Coup de Prague. Une révolution Préfabriquée, 1949 (česky: Únorová tragédie: Svědectví přímého účastníka, Atlantis 1995)
- Czechoslovakia enslaved (1950)
- A federation of Central Europe (1953)